# Camille Guérin
Jean-Marie Camille Guérin, född 22 december 1872 i Poitiers, Frankrike, död 9 juni 1961 i Paris, var en fransk veterinär, bakteriolog och immunolog, som tillsammans med Albert Calmette utvecklade Bacillus Calmette-Guérin (BCG), vilket är det enda verksamma vaccinet mot tuberkulos.